# PSB (Dateiformat)
PSB, Photoshop Big (in Deutsch als Großes Dokumentformat bezeichnet), stellt eine Erweiterung des proprietären Dateiformats Photoshop Document (PSD) dar. Das Format wurde von der Firma Adobe für das Bildbearbeitungsprogramm Adobe Photoshop entwickelt und wird seit der Version Photoshop CS unterstützt.

## Eigenschaften
Alle Konzepte, Funktionen (Maskeneffekte, Ebenen, Smartobjekte, Farbkanäle, XMP-Daten usw.) und Datenstrukturen sind gemäß der Spezifikation identisch zum PSD-Format. Allerdings wird an einigen Stellen mehr Speicherplatz für Daten eingeräumt.
Das Format unterstützt sehr große Dokumente mit einer maximalen Höhe und Breite von jeweils 300.000 Pixeln, was 90 Gigapixeln entspricht. Die für PSD-Dateien geltende Datenbegrenzung von 2 Gigabyte (PC und Mac) wird dadurch aufgehoben. Derartige Datenmengen treten vor allem bei Geräten und Kameras mit sehr hoher Auflösung oder Farbtiefe auf, wie sie beispielsweise in der Satellitentechnik verwendet werden.
Aber auch bei der Bildberechnung dreidimensionaler Szenen, dem Rendern, kommt das Große Dokumentformat zum Einsatz.
PSB-Dateien können problemlos zwischen den Programmen der Adobe Creative Suite bzw. Adobe Creative Cloud ausgetauscht werden. Dazu zählen insbesondere Adobe InDesign und Adobe Illustrator.